# Cathal Berry
Cathal Berry est une personnalité politique irlandaise. Il est Teachta Dála (député) depuis les élections générales de 2020, dans la circonscription de Kildare South,.